# Taulé
Taulé é uma comuna francesa na região administrativa da Bretanha, no departamento Finisterra. Estende-se por uma área de 29,43 km². Em 2010 a comuna tinha 2 991 habitantes (densidade: 101,6 hab./km²).